# Test psychometryczny
Zasugerowano, aby zintegrować ten artykuł z artykułem test psychologiczny. Nie opisano powodu propozycji integracji.
Test psychometryczny – wystandaryzowany i zobiektywizowany pomiar próbki zachowania. Pozwala na podstawie zachowania się osoby badanej w sytuacji testowej wnioskować o jej zachowaniu w sytuacjach pozatestowych, życiowych. Testy to najbardziej typowa i popularna metoda badań psychologicznych. Stosowana przez psychologów zarówno w celach naukowo-badawczych, jak i diagnostycznych. 

## Charakterystyka
Amerykański psycholog James McKeen Catell (1860–1944) w roku 1890 wydał pierwszą rozprawę poświęconą badaniom testowym zatytułowaną Mental tests and measurments. W swej rozprawie opisał 10 testów przeznaczonych do określenia poziomu zdolności umysłowych.   
Cechy testów:
- Trafność – test mierzy to, do czego został skonstruowany. Sprawności intelektualne nigdy nie występują w izolowanej postaci, nie można mierzyć np. wyłącznie uwagi, tylko uwagę w połączeniu ze spostrzeganiem lub zapamiętywaniem. Test uwagi jest wtedy trafny, gdy wysoki rezultat będzie zależał wyłącznie od sprawności uwagi, a nie np. od wysokiej sprawności zapamiętywania przy stosunkowo niskim poziomie uwagi.

Występują następujące rodzaje trafności: 
1. Trafność diagnostyczna – w jakim stopniu test diagnozuje poziom określonej cechy występujący u danej jednostki
2. Trafność prognostyczna – w jakim stopniu test przewiduje zachowanie jednostki w sytuacji poza testowej
3. Trafność treściową zwaną też trafnością wewnętrzną – określana jest poprzez stwierdzenie, czy test jako całość ujawnia takie zachowanie osoby badanej, które będzie zgodne z tą cechą, którą objęto badaniami. Jeśli np. test ma badać przydatność zawodową, to wszystkie zawarte w nim zadania powinny być zgodne z wymaganiami psychofizycznymi stawianymi przez pracę w danym zawodzie.
4. Trafność teoretyczną – czy dany test został zredagowany zgodnie z daną teorią psychologiczną, która legła u podstaw jego tworzenia. Np. zgodnie z określonymi teoriami dana cecha ma charakter dychotomiczny i wtedy test musi wykazać jej obecność lub brak u osoby badanej. Inne cechy mogą mieć charakter ciągły i test musi wykazać, w jakim miejscu kontinuum danej cechy u określonej osoby się znajduje (jakie jest jej nasilenie).

Dwa pierwsze rodzaje trafności (diagnostyczna i prognostyczna) noszą nazwę trafności kryterialnej, mające na celu skonfrontowanie rezultatów badań testowych z jakimś kryterium zewnętrznym, np. z wynikami w nauce lub z danymi obserwacyjnymi z zachowania osoby badanej. Poprawne określanie trafności zewnętrznej powinno być przeprowadzone w oparciu o poza testowe kryterium. 
Określenie trafności treściowej testu jest również bardzo trudne. Trafność treściowa testu pogarsza się w miarę tego, jak test się starzeje. Np. testy wiadomości szkolnych, testy wiedzy zawodowej czy przydatności do pracy tracą swą trafność treściową, gdy zmieniają się programy szkolne czy wymagania stawiane na danym stanowisku pracy. 
- Rzetelność testów – to dokładność dokonywanego przez niego pomiaru. Rzetelny test posiada niewielki margines błędu pomiaru. Rzetelność pomiaru testowego wynika z jego odporności na działanie czynników zewnętrznych. Wysoki poziom rzetelności pomiaru poziomu inteligencji czy cech psychicznych, dokonanego przy pomocy Testu Ravena sprawił, że żołnierze zbadani dwukrotnie tym testem (przed i po całonocnych ćwiczeniach) uzyskali identyczne rezultaty.

Rzetelność testu często określa się, porównując rezultaty uzyskane przez osoby badane dwukrotnie tym samym testem. Im wyższy współczynnik korelacji między rezultatami dwukrotnego badania tym samym testem, tym wyżej ocenia się jego rzetelność. Brzeziński (2000) zwraca uwagę, że istotną rolę odgrywa czas, który dzieli pierwsze badanie od drugiego, a autorzy testu na ogół o tym nie wspominają. A fakt ten może wpłynąć na przeszacowanie wartości współczynnika korelacji. 
Inne metody oceny rzetelności testu to:
1. Porównanie rezultatów połówek tego samego testu – koreluje się wyniki uzyskane w odpowiedzi na parzyste i nieparzyste części testu
2. Porównanie wyników uzyskanych w badaniach dwoma alternatywnymi wersjami danego testu – problemem jest tu dbałość o identyczność obu wersji, co bywa trudne do osiągnięcia
3. Obliczanie właściwości statystycznych poszczególnych pozycji testowych – korelacja rezultatów poszczególnych zadań testowych z wynikiem ogólnym testu

Nie ma jednej, uniwersalnej metody określającej rzetelność testu.
- Normalizacja testu – oznacza opracowanie norm, przy pomocy których jest oceniany uzyskany przez badanego rezultat (wynik surowy). Dla każdego testu i dla każdej grupy osób badanych charakteryzujących się określonymi cechami opracowuje się normy oceny, które powinny układać się zgodnie z krzywą normalną (Gausa). Ma ona kształt dzwonu i oznacza, że typów skrajnych jest zawsze najmniej, zaś najwięcej osób posiada średnie nasilenie danej cechy. Jeżeli krzywa uzyskanych rezultatów jest skośna i nachylona w kierunku lewym (większość osób uzyskuje wysokie rezultaty), wtedy zadania testu są zbyt łatwe. Jeśli jest skośna i nachylona w kierunku prawym (większość osób uzyskuje niskie rezultaty), to znaczy, że test jest za trudny. Dobrze skonstruowany test powinien tak różnicować badanych, by rezultaty badań rozkładały się zgodnie z krzywą Gausa.

- Standaryzacja testu – polega na dokładnym i szczegółowym określeniu procedury prowadzenia badań testowych. W tym celu dla każdego testu opracowuje się podręcznik, w którym dokładnie opisana jest procedura przeprowadzenia badań. Obejmuje ona:

1. Kolejność czynności, które wykonuje osoba prowadząca badania
2. Dokładny tekst instrukcji podawanej osobie badanej, od której nie może być żadnego odstępstwa
3. Arkusz odpowiedzi (jeśli jest taki przewidziany), przygotowany i stosowany w każdym badaniu w identycznym kształcie
4. Klucz, przy pomocy którego dokonuje się punktacji uzyskanych rezultatów badań
5. Normy oceny uzyskanych wyników surowych
6. Podanie zasad, przy pomocy których interpretuje się uzyskane rezultaty badań testowych zgodnie z duchem teorii, w oparciu o którą test został opracowany.

Podręcznik testowy zawiera także informacje dotyczące charakterystyki psychometrycznej testu, a więc jego trafności, rzetelności itd.
Obiektywność testu – oznacza, że cechy osoby badającej nie mają wpływu na uzyskany przez osobę badaną rezultat. Jest to możliwe wtedy, gdy badacz rygorystycznie stosuje wytyczne związane ze standaryzacją testu.

## Adaptacjakulturowa testów psychologicznych
Powszechną praktyką jest stosowanie przez psychologów testów, które zostały opracowane w innym kraju. Istnieje wtedy problem odpowiedniego przekładu, jeśli test ma charakter werbalny, aby zadania testu po przetłumaczeniu miały dokładnie taki sam charakter i ten sam poziom trudności co w oryginale. Problemem jest jednak nie tylko semantyczna odpowiedniość tekstu, ale i to, żeby adaptacja testu uwzględniała różnice kulturowe między krajem pochodzenia i stosowania testu. W zachowaniach człowieka istnieją zarówno uniwersalne, ponadkulturowe formy, jak i zachowania typowe dla danego kraju, czy danej kultury. Niektórzy badacze uznają, że lepiej ułożyć własny test, zgodny z obyczajowością rodzimej kultury. Adaptacja jest ważna, bo umożliwia porównania między kulturowe oraz pozwala konfrontować wyniki uzyskiwane przez badaczy w wielu krajach.
Karierę w badaniach międzykulturowych zrobiła para pojęć „emic – etic”. Emic oznacza to, co specyficzne dla porównywanych kultur, etic to, co wspólne. Rozróżnienie zapożyczone od lingwistów, którzy rozróżniają fonemikę zajmującą się analizą cech specyficznych dla danego języka i fonetykę, analizującą cechy niespecyficzne języka.
Podstawą adaptacji jest dobre tłumaczenie tekstu, aby test po przetłumaczeniu mierzył dokładnie tę samą cechę lub cechy psychiczne. Do metod tłumaczenia należą:
1. Metoda tłumaczenia grupowego – tekst tłumaczy kilka osób, a potem konfrontują rezultaty i wspólnie ustalają ostateczną wersję
2. Metoda tłumaczenia odwrotnego – tekst przetłumaczony z języka obcego na rodzimy inny tłumacz przekłada ponownie na język obcy
3. Metoda odpowiedzi dwujęzycznych – obie wersje testu rozwiązują osoby dwujęzyczne, tzn. posługujące się wprawnie dwoma językami. Następnie koreluje się wyniki uzyskane w odpowiedziach na obie wersje testu.